# 金鎚粗面介
金鎚粗面介（学名：Traehyleberis kingshui）为粗面介科粗面介屬下的一个种。